# Gregers Daa
Gregers Valdemarsen Daa (8. november 1658 – 20. december 1712) var en dansk officer. Gregers Daa var sidste adelsmand af slægten Daa.
Gregers Daa var født 1658 (døbt 23. december). Han var søn af Valdemar Daa til Borreby, blev fændrik i Livregimentet til Fods (Livgarden) 1677 og deltog med denne afdeling i Skånske Krig. 1679 blev han løjtnant, men ved hærens indskrænkning efter freden sat tilbage som fændrik igen. Heller ikke ved regimentets forstærkning 1683 lykkedes det ham at få fast stilling som løjtnant i afdelingen, da han ikke kunne blive færdig med hvervningen af et kompagni, og han blev nu først ansat ved Fynske Regiment som kaptajn reformé og senere 1684 som kaptajnløjtnant ved Sjællandske Regiment. 
Han deltog 1688 i hvervningen af Biegens Dragonregiment og blev 1689 oberstløjtnant ved dette, da det 1692 blev indlemmet i et korps, som sendtes til Ungarn i kejserlig tjeneste. Efter at han 1695 var blevet oberst og chef for regimentet, kæmpede han endnu en tid imod tyrkerne, indtil han, vistnok samme år, forlod korpset og begav sig til Danmark. Året før må han dog have været i Danmark, da han 1694 blev gift med Jeanne Marie Rüse til Rysensteen, eneste datter af den berømte general Henrik Ruse, friherre til Rysensteen, og enke efter Poul Rantzau til Rodstenseje (død 1675) og efter baron Christian Juel til Rysensteen (død 1691).
I året 1703 købte han Hald gård og gods, byggede her en ny hovedbygning og anlagde på hedejorden en stor have i pragtfuld, fransk stil. Det lader ikke til, at man har haft brug for Daa i den Store Nordiske Krig, før det var gået galt ved Helsingborg; thi først 25. juli 1710 blev han udnævnt til generalmajor i rytteriet, og han fulgte nu året efter hæren til Mecklenburg og Pommern, hvor den kæmpede under Jobst Scholtens kommando. 
20. december 1712 stod slaget ved Gadebusch. Fra dets begyndelse blev der begået så store fejl fra dansk side, at et nederlag var at forudse. Dette udeblev da heller ikke. Daa, der førte rytteriet i anden træfning, gjorde et fortvivlet og forgæves forsøg på at føre dette frem og blev selv dødelig såret af en kanonkugle.
Mange højtstående danske officerer fandt døden i slaget, blandt dem bemærkes særligt den den kække Gregers Daa til Hald. 3 dage før, 17. december, var hans hustru død på Lundbæk efter længere tids sygdom. Daa og hans hustru blev begravet i Viborg Domkirke. Hald Hovedgård gik efter hans død over til slægten Juel-Rysensteen.
Imidlertid havde Gregers Daa uden for ægteskab en søn med Sidsel Lauritsdatter, Gregers Gregersen Daae (1711-1765), fra hvem en nulevende borgerlig slægt nedstammer.

## Eksterne Henvisninger, kilder
- Gregers Daa på gravsted.dk

1. ↑  "Slaget ved Gadebusch – Lexopen.dk". Arkiveret fra originalen 6. marts 2016. Hentet 23. september 2009.
2. ↑  "Kilde 1". Arkiveret fra originalen 6. oktober 2013. Hentet 24. september 2009.
3. ↑  Kilde 2 (Webside ikke længere tilgængelig)
4. ↑  Kilde 3 (Webside ikke længere tilgængelig)